# Двоволосник блідий
Двоволосник блідий (Ditrichum pallidum) — вид мохів порядку дикранальних (Dicranales).

## Поширення
Батьківщиною є Європа, Макаронезія, Північна Америка, Північна Америка, Азія.
Населяє піщаний або глинистий ґрунт, досить сухі, відкриті чи частково затінені місця існування; низькі висоти.

## Характеристика
Рослини досить маленькі, від шовковисто-зеленого до жовтувато-зеленого, від пухких до компактних пучків. Стебла короткі, до 0.5(1) см, зазвичай прості. Листки прямовисні, розпростерті чи розширені, коли сухі згинаються, до 7 мм. Вид автоіктичний (чоловічі та жіночі органи на одній рослині, але на окремих гілках). Коробочкові ніжки жовті або іноді червонувато-коричневі біля основи, подовжені, до 4 см або іноді довші, згинаються. Коробочка від прямої до дещо нахиленої, від жовтої до коричнево-жовтої, з віком червонувато-коричневої, субциліндрична, з розширеною основою, що поступово звужується до звуженого гирла, 1–2.5 мм, злегка асиметрична, слабо бороздчаста, коли суха і порожня. Спори від округлої до нечітко чотиригранної форми, 15–30 мкм, розріджено-папілозні, коричневі. Коробочок дозрівання: зима-літо (лютий — липень).